# 小行星42775
小行星42775（42775 Bianchini）是一颗绕太阳运转的小行星，为主小行星带小行星。该小行星于1998年10月26日发现。
該小行星以義大利天主教神父、曆法改革者和天文學家弗朗切斯科·比安奇尼命名。

## 轨道参数
小行星42775的轨道半长轴为3.1371311 UA，离心率为0.253。